# Casino Trilenium

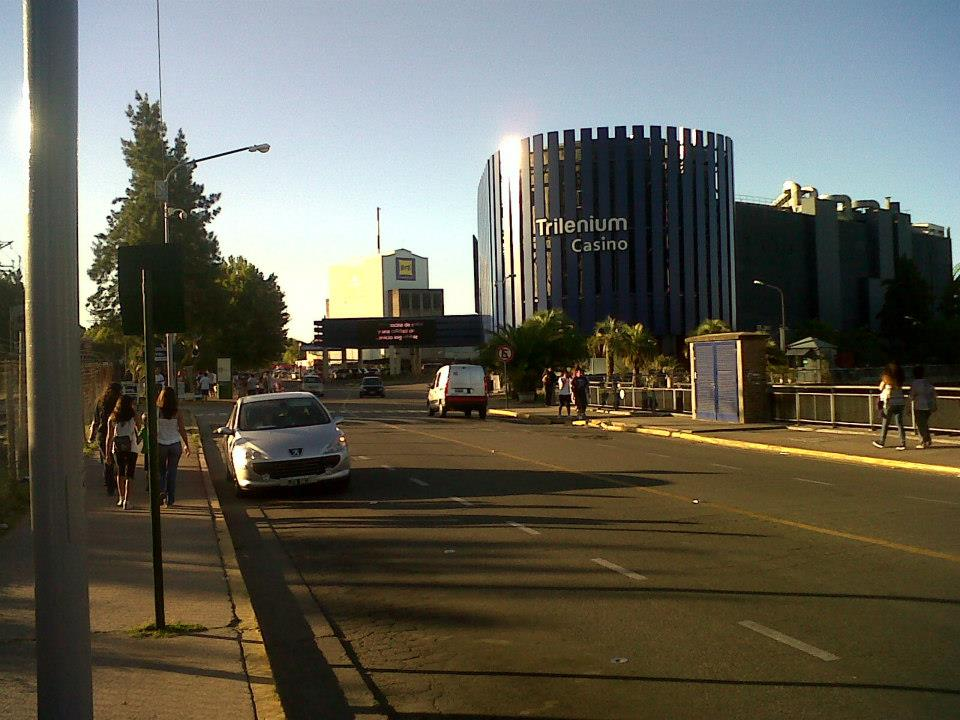
Imagen del edificio del casino.

El Casino Trilenium es un casino ubicado en la calle Perú 1385 de la ciudad de Tigre, Provincia de Buenos Aires, Argentina, está ubicado en un predio cercano del río Luján.
A 100 metros se encuentra el Parque de la Costa, siendo este un parque de juegos infantiles y a aproximadamente la misma distancia se encuentra la Estación Delta del Tren de la Costa.

## Infraestructura
El casino posee 22.000 m² cubiertos distribuidos en tres niveles acondicionados.
Adicionalmente cuenta con más de 1915 máquinas tragamonedas, 74 mesas de juego, 7 áreas gastronómicas (en las cuales cabe destacar que los clientes reciben un porcentaje del dinero gastado en fichas) y un teatro. 
También ofrece servicio de aparcacoches y estacionamiento propio con capacidad para hasta 1600 vehículos.

## Eventos y espectáculos
El casino organiza periódicamente eventos especiales y espectáculos musicales.

## Disco
El casino cuenta con una disco donde los sábados después de la medianoche, el Teatro de Tigre se convierte en una discoteca. 